# Meral Zeren
Meral Zeren (bürgerlich Çiğdem Gümüş ; * 6. Juni 1956) ist eine türkische Schauspielerin.

## Leben und Karriere
Zeren begann ihre Karriere zunächst als Sängerin. Ihr Schauspieldebüt gab sie 1971 im Film Önce Vur Sonra Sev. Zu ihren bekanntesten Filmen gehören Salako auch Hanzo, Banker Bilo und zahlreiche weitere Produktionen.
2012 wurde Meral Zeren beim 49. Antalya Golden Orange Film Festival mit einem Ehrenpreis ausgezeichnet.

## Filmografie (Auswahl)
- 1971: Önce vur sonra sev
- 1971: Alaaddin'in Lambası
- 1971: Battal Gazi Destanı
- 1972: Battal Gazi'nin intikamı
- 1972: Kanlı Para
- 1972: Çöl Kartalı
- 1972: Üç sevgili
- 1972: Dadaloğlu'nun İntikamı
- 1972: Karaoğlan Geliyor
- 1973: Bitirim Kardeşler
- 1973: Yanaşma
- 1974: Salako
- 1975: Hanzo
- 1975: Şaşkın damat
- 1975: Salak Bacılar
- 1984: Şaşkın Gelin
- 1994: Tehlikeli Kadın
- 1995: Polis dosyası
- 1996: Zehirli Çiçek
- 2000: Karlar Eriyince
- 2001: Kardakiler
- 2002: Kenar Mahalle
- 2003: Sen hiç Güneşte Üşüdün mü?
- 2006: Eden bulur